# 罗伯特·E·皮尔里号护航驱逐舰 (DE-132)
罗伯特·E·皮尔里号护航驱逐舰（英語：Robert E. Peary，舷号：DE-132），是美国海军于第二次世界大战期间建造的一艘埃德索尔级护航驱逐舰，其舰名取自极地探险家罗伯特·E·皮尔里海军少将。
罗伯特·E·皮尔里号由罗伯特·埃德温·皮尔里（Robert Edwin Peary）女士冠名，于1942年6月30日在德克萨斯州奥兰治联合钢铁厂铺设龙骨，随后于次年1月3日下水。1943年5月31日，罗伯特·E·皮尔里号正式服役。

## 设计与装备
埃德索尔级护航驱逐舰的设计与巴克利级护航驱逐舰类似，均采用长船体并建造有较高的舰桥。该级护航驱逐舰配备3英寸（76毫米）50倍径单装主炮，后续曾计划更换为5英寸（127毫米）38倍径主炮，但最终没有实际执行。该级护航驱逐舰由4台费尔班克斯-莫尔斯38D8-1/8-10内燃机提供动力，总功率最高可达6000匹马力，最高航速21节。其燃料舱可携带312吨重油，在12节航速下航程可达11000海里。此外，该级舰船还配备有较完善的侦查搜索系统，包括SL或SU水面雷达、SA对空雷达、QC声呐系统以及用于监听潜艇无线电的HF/DF天线。

## 服役历史
在百慕大完成试航调整后，罗伯特·E·皮尔里号很快就执行了其第一次前往北非的护航任务，并最终于8月13日抵达卡萨布兰卡。此后直至1943年末，她又两度护送船队前往卡萨布兰卡，后跟随返航船队前往纽约。
1944年初，罗伯特·E·皮尔里号跟随一支猎潜大队横跨大西洋，返航美国后她被调往北部航线执行护航任务。1944年3月28日至1945年6月7日，她共护送10支船队前往英国，自1944年6月起，她也多次完成前往法国的护航任务。
1945年3月2日，罗伯特·E·皮尔里号和哈曼号护航驱逐舰在返航纽约途中被改派前往救援2艘相撞的商船。人员搜救工作结束后，罗伯特·E·皮尔里号和哈曼号分别协助弗兰特纳克号胜利轮和T-AO-161号油轮返航，最终于6日抵达纽约。
6月7日，罗伯特·E·皮尔里号被调往太平洋参加对日作战，但在抵达目的地前日本即宣告投降。她随后被派往康涅狄格州新伦敦参与医学实验并在任务结束后前往佛罗里达州。1946年1月11日，她抵达格林科夫斯普林斯。1947年6月13日，罗伯特·E·皮尔里号退役并加入美国大西洋预备舰队，1959年，她被转移至弗吉尼亚州诺福克封存。1966年7月1日，罗伯特·E·皮尔里号自美国海军除籍，随后于次年9月6日出售拆解。

## 荣誉
罗伯特·E·皮尔里号在其服役期间所获荣誉如下：
|  |             |  |
|  | Bronze star |  |

| 战斗行动奖章 （追授） |                                        |                        |
| 美国战役奖章          | 欧洲-非洲-中东战役奖章 （1枚战斗之星） | 第二次世界大战胜利奖章 |

## 历任舰长
| 姓名       | 译名                     | 军衔 | 任职时间                   |
| ---------- | ------------------------ | ---- | -------------------------- |
|            | 凯尔福特·班布里奇·史密斯 | 少校 | 1943年5月31日              |
|            | 莱斯利·W·本尼特          | 少校 | 1943年11月9日              |
|            | 小唐纳德·麦金利          | 少校 | 1944年8月31日              |
|            | 马克·马丁·甘塔尔         | 少校 | 1945年12月1日              |
|            | 威廉·克莱门特·施里夫     | 少校 | 1947年2月1日-1947年3月17日 |
| 参考文献： |                          |      |                            |